# Віанден (кантон)
Віанде́н (люксемб. Veianen) — кантон у складі округу Дикірх герцогства Люксембург.

## Адміністративний поділ

### Комуни
Кантон включає в себе 3 комуни:
| Комуна  | Площа, км² | Населення, осіб | Рік  | Центр   | Поселення |
| ------- | ---------- | --------------- | ---- | ------- | --------- |
| Віанден | 9,67       | 1705            | 2009 | Віанден | 1         |
| Путшейд | 27,13      | 716             | 2001 | Путшейд | 7         |
| Тандель | 41,73      | 1699            | 2008 | Тандель | 8         |

### Населені пункти

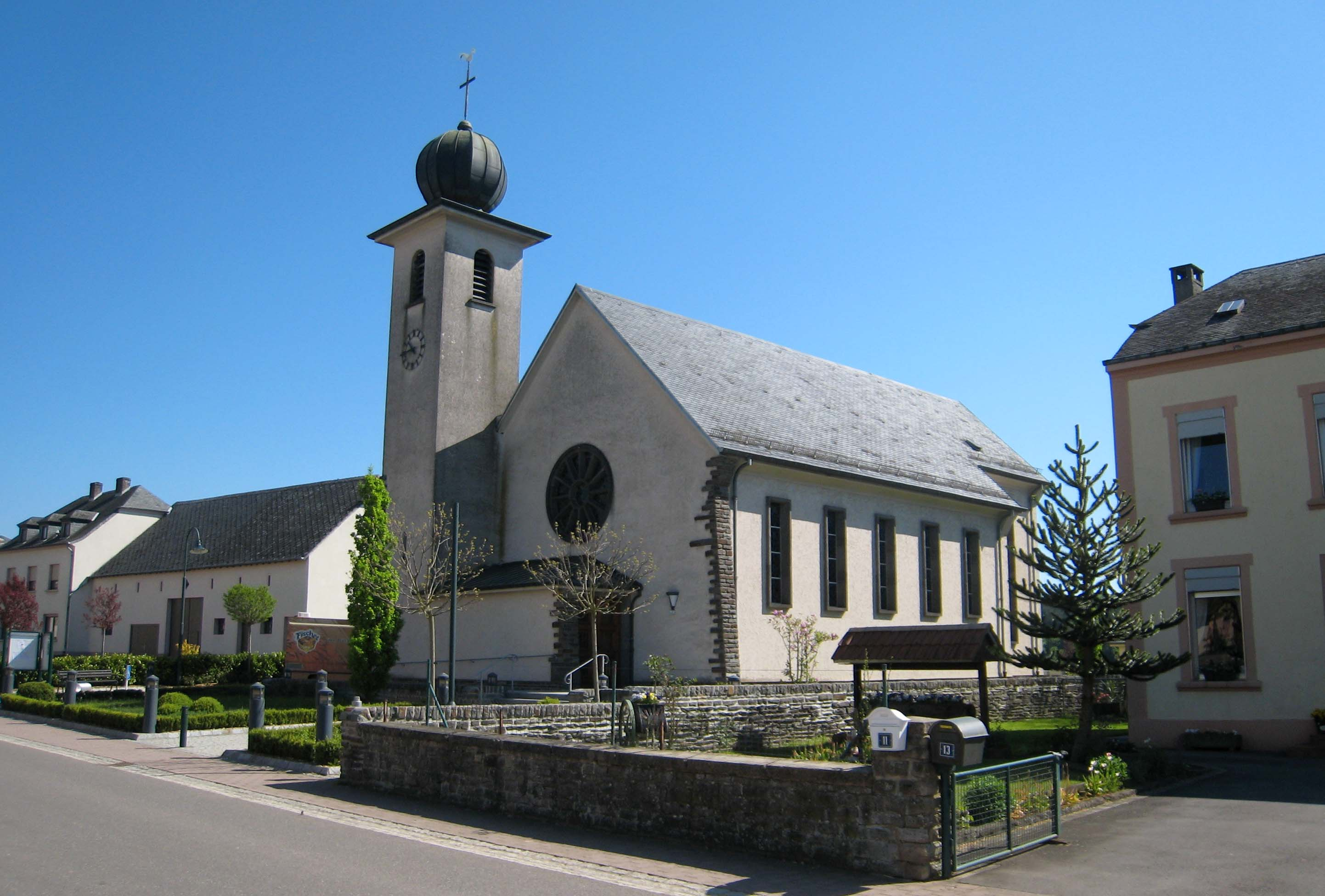
Беттель

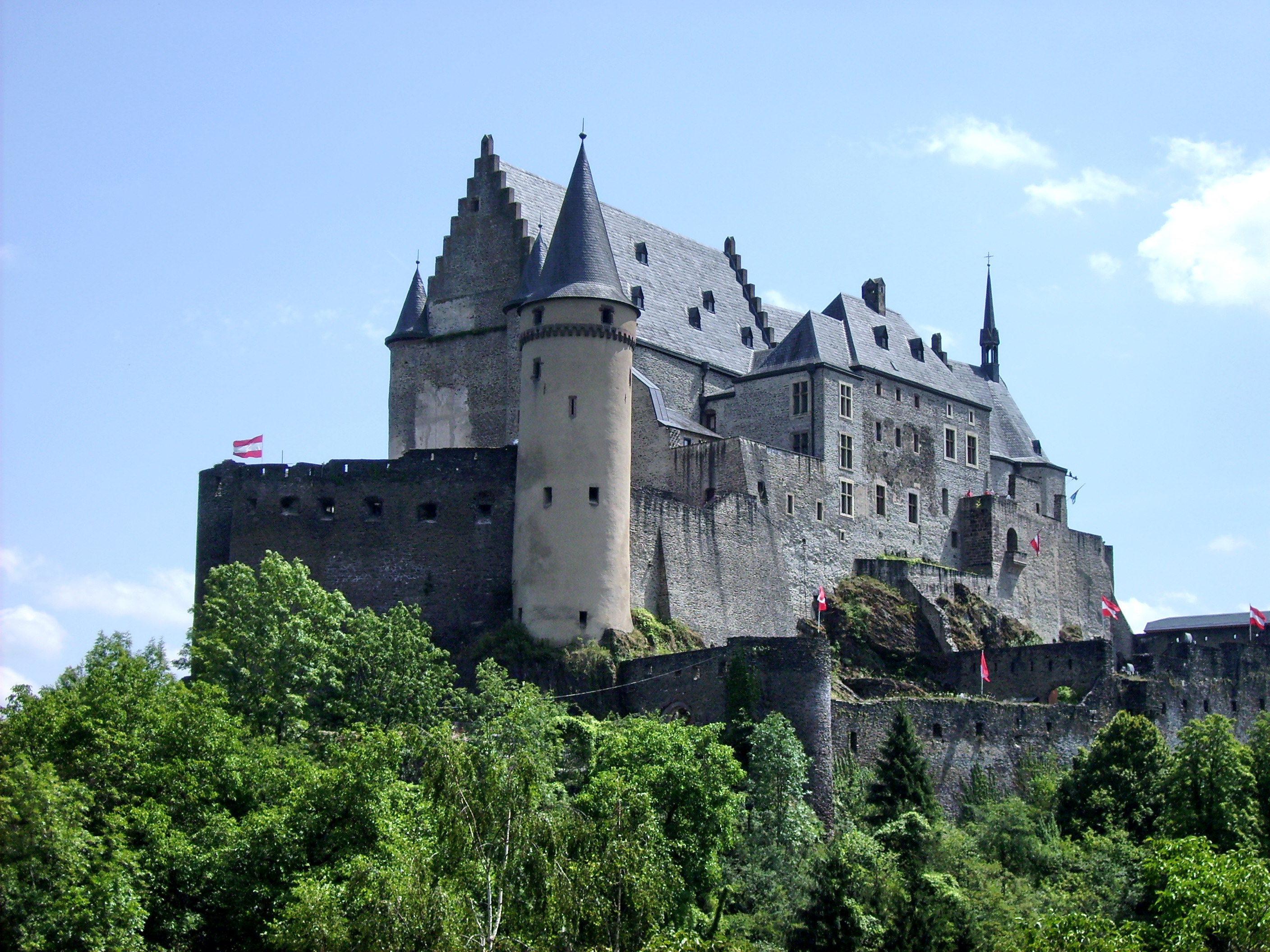
Віанден

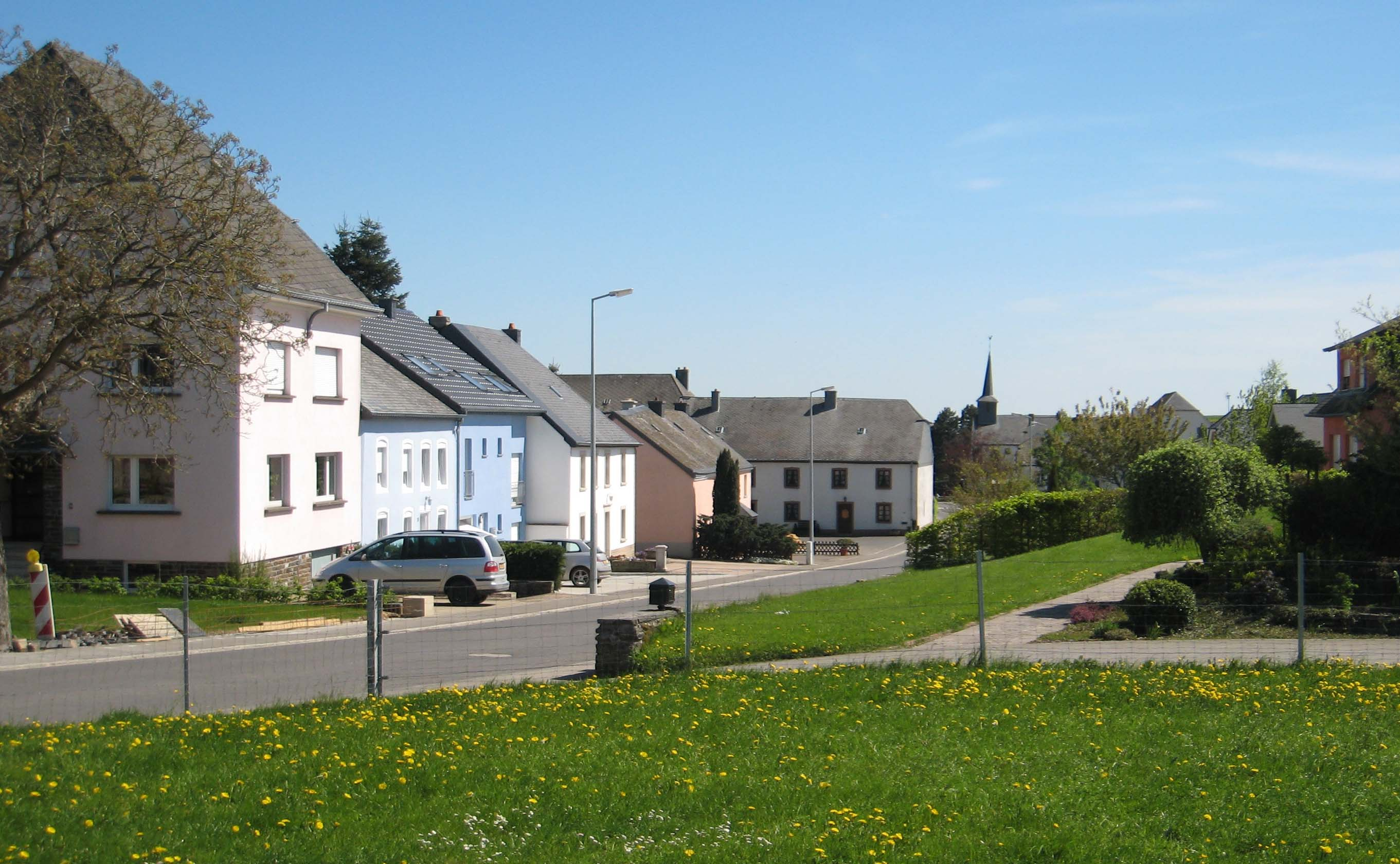
Гралінген

Нижче подано всі населені пункти кантону за комунами:
- Комуна Віанден
  - Віанден
- Комуна Путшайд
  - Бівельс
  - Вейлер
  - Гралінген
  - Мершейд
  - Нахтмандершейд
  - Путшейд
  - Штользембург
- Комуна Тандель
  - Бастендорф
  - Беттель
  - Бранденбург
  - Вальсдорф
  - Ландшейд
  - Лонгсдорф
  - Тандель
  - Фурен

### Найбільші міста
Населені пункти, які мають населення понад 1 тисячу осіб:
| Населений пункт | Населення, осіб | Рік  | Комуна  |
| --------------- | --------------- | ---- | ------- |
| Віанден         | 1705            | 2009 | Віанден |

## Демографія
Динаміка чисельності населення